# Sala El Torín
La Sala El Torín és un espai polivalent i sala de concerts que s'ubica a Olot, a l'edifici singular i modernista que acull també l'Arxiu Comarcal de la Garrotxa, situat al puig del Roser, a sota de la plaça de braus, a la part alta del passeig de Miquel Blay o Firal. Ofereix una programació pròpia estable centrada, sobretot, en espectacles musicals i concerts de diversos estils i per a diferents tipus de públic. L'oferta de la sala es complementa amb activitats organitzades per altres entitats i institucions locals com el cicle de concerts La Roda, l'Urban Culture, etc.
Incorpora elements de l'antiga arena de tauromàquia, inaugurada el 1859 que va funcionar fins al 2003, el que explica el seu nom. Des de l'Ajuntament varen decidir donar-li el nom de sala El Torín "per fer romandre en el temps aquest nom popular que ha tingut en el temps aquesta zona i que els joves anomenin la zona per aquest nom gràcies a la sala" segons va dir Joaquim Monturiol, regidor de Joventut, Esports i Festes. El logotip de la sala del dissenyador Joel Fernàndes juga amb l'estructura de l'edifici en corbes i amb els colors dels volcans.
Es va inaugurar el divendres 12 de novembre de 2010 amb el grup olotí Déu n'hi Duo i el pianista nord-americà Jonah Smith, Ben Sukats, Lax'n'Busto, i balls de saló amb l'Orquestra Empordà Fusió. Ofereix una programació pròpia estable i activitats organitzades per altres entitats i institucions locals com el cicle de concerts La Roda, l'Urban Culture, etc. El Torín té prop de mil metres quadrats de superfície construïda i un aforament de 729 persones. L'Ajuntament d'Olot, a través de l'àrea de Joventut, coordina la programació de la sala.